# E. Henry Powell

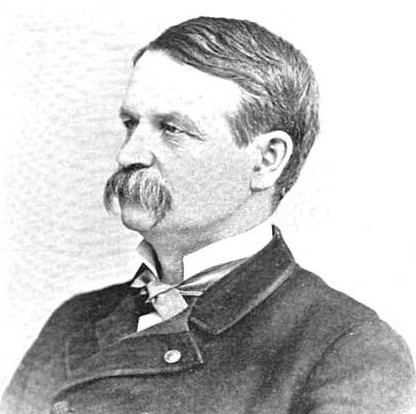
E. Henry Powell

E. Henry Powell (* 3. September 1839 in Richford, Vermont; † 4. Mai 1911 in Burlington, Vermont) war ein US-amerikanischer Veteran des Sezessionskriegs, Anwalt und Politiker, der von 1878 bis 1892 State Auditor von Vermont war.

## Leben
Edward Henry Powell besuchte die Schule in Richford, anschließend die Potsdam Academy in New York und die New Hampton School in Fairfax. Nach dieser Ausbildung arbeitete Powell als Lehrer, während er gleichzeitig weiter die Schule besuchte.
Im Jahr 1860 begann Powell ein Studium an der University of Vermont, welches er bis zum Beginn des Sezessionskrieges verfolgte. Mit Ausbruch des Kriegs wurde er als Private in das 10th Vermont Infantry Regiment eingezogen. Es folgte eine Beförderung zum First Sergeant. Im Jahre 1863 absolvierte er ein Auswahlverfahren und erhielt durch eine Beförderungskommission eine Ernennung zum Offizier der United States Colored Troops. Er wurde zum Lieutenant Colonel der 10th United States Colored Troops befördert und diente in dieser Einheit bis zum Ende des Kriegs. Nach dem Ende des Sezessionskrieges im Jahr 1865 verrichtete die 10th United States Colored Troops weiter ihren Dienst in Texas als Teil einer anderen Brigade und Powell handelte dort wie ein Brigadekommandeur.
Nach seiner Ausmusterung kehrte Powell nach Vermont zurück, studierte Rechtswissenschaften und erhielt im Jahr 1866 seine Zulassung zum Anwalt.
Als Mitglied der Republikanischen Partei war Powell von 1866 bis 1869 als Bundeszollinspektor für das Franklin County tätig. Danach von 1872 bis 1874 war er District Attorney für das Franklin County. Mitglied des Repräsentantenhauses von Vermont war er von 1874 bis 1876 und Mitglied des Senats von Vermont war er von 1878 bis 1880.
Im Jahr 1878 wurde Powell zum State Auditor gewählt. Dieses Amt übte er bis 1892 aus.
Powell gehörte im Jahr 1874 zu den Gründern der Richford Savings Bank & Trust Company und war ihr Präsident.
Er zog im Jahr 1892 nach Burlington, Vermont, als er die Position des Schatzmeisters an der University of Vermont annahm. 1892 wurde er zudem ins Board of Directors der Burlington Trust Company gewählt.
In erster Ehe war E. Henry Powell mit Ellen G. Rowell verheiratet. Aus dieser Verbindung entstammten zwei Kinder: Blanche Powell, die William A. Spring – einen Zahnarzt aus Dresden – geheiratet hat, und Max Leon Powell, späterer Präsident pro tempore des Senats von Vermont. Nach dem Tode seiner Frau Ellen heiratete er in zweiter Ehe Georgiana Reed Bailey, die Witwe von George W. Bailey, dem im Amt verstorbenen Vermont Secretary of State. Aus dieser Ehe stammen die Kinder Thomas Reed Powell und Gertrude Reed Powell.
Powell starb in Burlington am 4. Mai 1911. Sein Grab befindet sich auf dem Burlington Lakeview Cemetery.